# Mine de Polkowice-Sieroszowice
La mine de Polkowice-Sieroszowice est une mine souterraine de cuivre et d'argent située en Pologne,,,.